# Palačovská spojka
Palačovská spojka je silniční komunikace ve výstavbě na rozhraní Olomouckého, Moravskoslezského a Zlínského kraje na východě Česka, budoucí součást silnice I/35. Bude spojovat stávající silnici I/35 v úseku mezi Hranicemi a Valašským Meziříčím, kde naváže na čtyřpruh u obce Lešná, s dálnicí D48 mezi Bělotínem a Novým Jičínem, na kterou se připojí u vsi Palačov. Silnice, jež má plánovanou délku 5,2 km, umožní odvedení tranzitní dopravy ve směru na Slovensko z měst Hranice (stávající silnice I/35) a Nový Jičín (silnice I/57), a z několika dalších obcí. V té souvislosti na ni bude (pravděpodobně) převedena evropská silnice E442. Součástí stavby je přestavba asi 3,5 km dlouhého úseku silnice I/48 na dálnici D48.
Vedení komunikace schválila v roce 2006 vláda České republiky, zahájení stavby se mnohokrát oddalovalo. Výstavba byla slavnostně zahájena 5. 6. 2023, zhotovitelem je sdružení firem Colas a Firesta. Stavba má být uvedena do provozu v roce 2026.